# Dagny (artist)
Dagny Norvoll Sandvik, med artistnamnet "Dagny", född 23 juli 1990 i Tromsø, är en norsk sångerska och låtskrivare. Hon slog igenom med sången "Backbeat" 2015, och har efter det varit bland de mest spelade artisterna på norsk radio, och dessutom har hon varit nominerad till Spellemannprisen fem gånger.

## Biografi
Dagny är dotter till musikerna Marit Sandvik och Øystein Norvoll. Som ung satsade hon både på musik, och som modell, men snart blev det mer och mer musik. Efter att ha börjat med poprock och singer-songwriter låtar så har det senare blivit välproducerade och mer dansbara melodier, ofta med inslag av trummor, synt och disco. Under sina liveuppträdanden har hon ofta instrument på scenen som får tankarna till brittisk gitarrpop. Media har jämfört henne med Sia och Robyn. I uppväxten var hon själv fan av både Eva Cassidy och Spice Girls. Hon skrev tidigt egna sånger i bland annat den lokala duon "June & Dagny", med June Cecilie Egerton.
2010 reste hon till Liverpool där hon samarbetat med musiker från "Liverpool Performing Arts (LIPA)". Året efter flyttade hon till London och pendlade därefter mellan London och Tromsø i flera år. Hon hade deltidsjobb och små konserter. 2012 var hon uppvärmningsartist för Elton John i Tromsø, och för Sting i Thailand. 2014 spelade hon bland annat på "Isle of Wight" festivalen i England och hade ett uppvärmningsjobb för Bryan Adams i Österrike.

## Karriär
2015 lanserade hon låten "Backbeat" och fick mycket streaming på Spotify. Efter ett halvt år passerade sången 20 miljoner spelningar på Spotify. Succeen förde till kontrakt med ett par skivbolag och hon blev utplockad för att spela på flera musikfestivaler.
2016 blev hon tilldelad ett stipendium från "NOPA", och låten "Backbeat" blev nominerad till "Årets låt" under Spellemannprisen. Dagny själv blev nominerad till "Årets nykomling". Nästa singel "Fool's Gold" var den fjärde mest spelade på P3 i Norge 2016. Hon fick också priset som "Årets nykomling" under prisutdelningen "P3 Guld". Samma år kom EPèn "Ultraviolet". Därefter fortsatte hon att ge ut singlar, både solo och som gäst på andras sånger, bland annat på "Hit your heart" med amerikanska Steve Aoki.
2017 och 2018 fick hon Spellemann-nomineringar, "Årets låt" för "Wearing nothing" och "Drink about" (med Seeb). 2018 blev hon nominerad till "Årets låtskrivare" under Spellemannprisen. 2019 tog Katy Perry element från Dagnys låt "Love you like that" i sin egen sång "Never really over" och det blev en av Perrys största hit det året. 2020 gav Dagny ut sitt första album Strangers/Lovers. Dagny skriver också musik för andra, och har bland annat skrivit till flera kända norska artister.

## Diskografi

### Album
- Strangers / Lovers (2020, Universal Music)

### EP'er
- "Ultraviolet" (2016, Republic Records)

### Singlar
- "Run River Run" (med Vishnu) (2011)
- "Backbeat" (2016)
- "I Say" (2016)
- "Wearing Nothing" (2017)
- "More, More, More" (2017)
- "Love You Like That" (2017)
- "Landslide"(2018)
- "Used To You"(2018)
- "Hit Your Heart" med Steve Aoki (2019)
- "Come Over" (2020)
- "Somebody" (2020)
- "It's Only A Heartbreak" (2020)
- "Moment" (2020)

#### Featuring
- "Summer Of Love" (NOTD featuring Dagny) (2017)
- "Turn" (The Wombats featuring Dagny) (2018)
- "Drink About" (Seeb & Dagny) (2018)
- "By Your Side"  Crystal Fighters & Dagny) (2019)